# فردریش اسکار گیزل

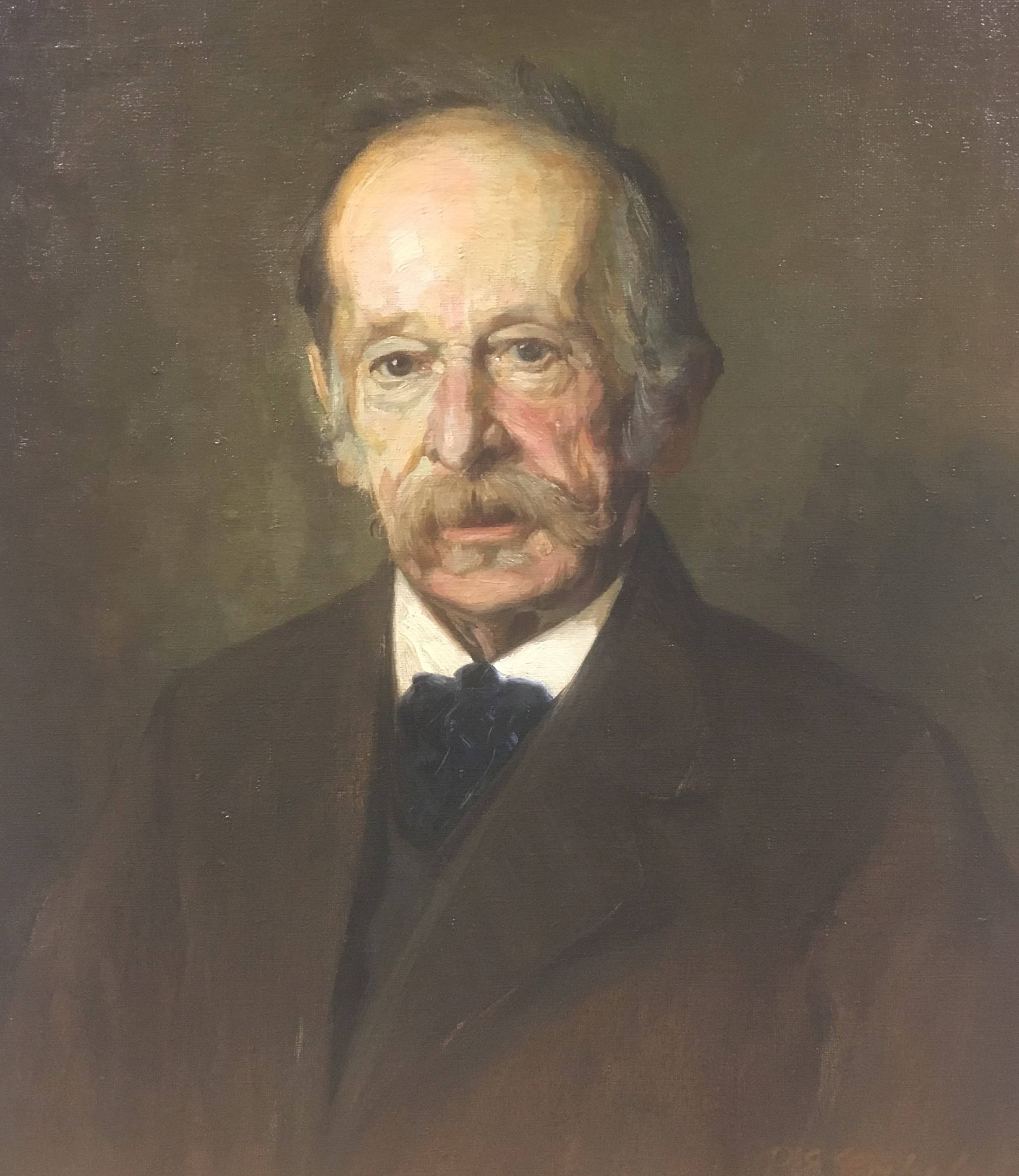
نقاشی که منصوب به فردریش اسکار گیزل است.

فردریش اسکار گیزل (آلمانی: Friedrich Oskar Giesel؛ زاده ۲۰ مهٔ ۱۸۵۲ درگذشته ۱۳ نوامبر ۱۹۲۷) یک شیمی‌دان در زمینه پرتوشیمی اهل آلمان بود.